# Sân bay Kimberley
Sân bay Kimberley (IATA: KIM, ICAO: FAKM) là một sân bay tọa lạc ở Kimberley, Nam Phi.

## Các hãng hàng không và tuyến bay
- South African Airways
  - South African Airlink (Cape Town)
  - South African Express (Johannesburg)